# Melandrya rausuana
Melandrya rausuana là một loài bọ cánh cứng trong họ Melandryidae. Loài này được Nakane miêu tả khoa học năm 1963.